# Municipio de Arrington
El municipio de Arrington (en inglés: Arrington Township) es un municipio ubicado en el condado de Wayne en el estado estadounidense de Illinois. En el año 2010 tenía una población de 409 habitantes y una densidad poblacional de 9,29 personas por km².

## Geografía
El municipio de Arrington se encuentra ubicado en las coordenadas 38°21′57″N 88°31′36″O / 38.36583, -88.52667. Según la Oficina del Censo de los Estados Unidos, el municipio tiene una superficie total de 44.01 km², de la cual 44,01 km² corresponden a tierra firme y (0 %) 0 km² es agua.

## Demografía
Según el censo de 2010, había 409 personas residiendo en el municipio de Arrington. La densidad de población era de 9,29 hab./km². De los 409 habitantes, el municipio de Arrington estaba compuesto por el 98,78 % blancos, el 0,24 % eran afroamericanos, el 0,24 % eran amerindios, el 0,24 % eran de otras razas y el 0,49 % eran de una mezcla de razas. Del total de la población el 0,24 % eran hispanos o latinos de cualquier raza.